# Protoptilum cyaneum
Protoptilum cyaneum is een Pennatulaceasoort uit de familie van de Protoptilidae. De wetenschappelijke naam van de soort is voor het eerst geldig gepubliceerd in 1910 door Kükenthal.